# Завод «Маяк» (Вінниця)
ПрАТ «Вінницький завод «Маяк» — підприємство машинобудівної промисловості у м. Вінниця, яке спеціалізується на виробництві побутових електроприладів.
Вінницький завод «Маяк» є одним із лідерів з виробництва електроприладів в Україні. Підприємство під торговою маркою «Термія» виробляє прилади електроопалення: електроплитки, електричні котли, електроконвектори, маслонаповнені електрорадіатори, теплові гармати, тепловентилятори, теплові завіси, інфрачервоні обігрівачі.

## Історія
21 липня 1969 року — розпочав роботу Вінницький завод радіотехнічної апаратури. Підприємство спеціалізувалося на виробництві комплектуючих для ЕОМ.
1991 рік — на базі заводу створено ВАТ «Маяк».
1997 рік — зареєстровано торгову марку «Термія», під якою випускається продукція заводу «Маяк».
23 березня 2012 року — підприємство реорганізовано в ПАТ «Маяк».
12 травня 2017 року — підприємство реорганізовано в ПрАТ «Вінницький завод «Маяк».

## Адреса та контакти
- м. Вінниця, Україна[6]
- вулиця: Хмельницьке шосе, 105
- індекс: 21029